# برگاما
بـِرگاما شهری  در شمال غربی ترکیه در ۱۶ کیلومتری کرانه دریای اژه است. برگاما در ۱۰۰ کیلومتری شمال ازمیر و در شمال رودخانه باکیرچای قرار دارد و ۵۵.۰۰۰ نفر جمعیت دارد.
ویرانه‌های شهر باستانی یونانی پرگامون در شمال و باختر برگاما قرار دارد. نام برگاما تحریفی از نام «پرگامون» است.